# Ursavini
Ursavini è una tribù estinta di mammiferi carnivori della famiglia Ursidae (orsi) endemica del Nord America, Europa, Africa e Asia durante il Miocene fino al Pliocene, che visse da circa 23-2,5 milioni di anni fa, prosperando per circa 20,5 milioni di anni.
Ursavini fu assegnato alla famiglia Ursinae da Hunt (1998) e Jin et al. (2007) e comprendeva i generi Agriotherium e Ursavus. Tuttavia, in un articolo pubblicato 2014 sull'origine degli orsi, Agriotherium è risultato essere più vicino agli orsi moderni e alcune specie di Ursavus potrebbero rappresentare un genere separato ma correlato a Ballusia.